# Castelli della città metropolitana di Genova
I castelli della città metropolitana di Genova fanno parte di quel legame storico che nei secoli passati unì i borghi antichi della Liguria e del territorio metropolitano al principale centro di Genova, capitale dell'omonima Repubblica e punto di riferimento politico e geografico dell'intera regione.
L'edificazione di torri, castelli e fortezze furono, nella maggioranza dei casi, il passo successivo ad una strategia difensiva oramai adottata dalla repubblica genovese dopo la conquista o l'acquisizione di una determinata area geografica, con l'intento di porre un sempre più maggiore controllo e difesa del territorio. In alcuni casi la costruzione di un castello o fortezza portò inoltre alla nascita di vere e proprie cittadelle fortificate, chiuse da mura e porte d'accesso.
Se sulla costa le maggiori cause che portarono alla costruzione di postazioni difensive furono le sempre più frequenti incursioni dei pirati saraceni, specie nel XVI secolo con assalti e devastazioni dei borghi del levante genovese, fu la salvaguardia e protezione dei confini montani a spingere il senato di Genova all'edificazione di castelli lungo l'Appennino ligure. In questa zona del territorio metropolitano proliferarono inoltre numerosi - se non la maggioranza - castelli residenziali adibiti a dimora delle più nobili famiglie della Genova medievale (Adorno, Doria, Fieschi e Spinola soprattutto), ma anche fortezze difensive contro la stessa Repubblica di Genova come nei borghi delle valli Stura e Scrivia appartenenti ai Feudi imperiali.

## Castelli della val Polcevera

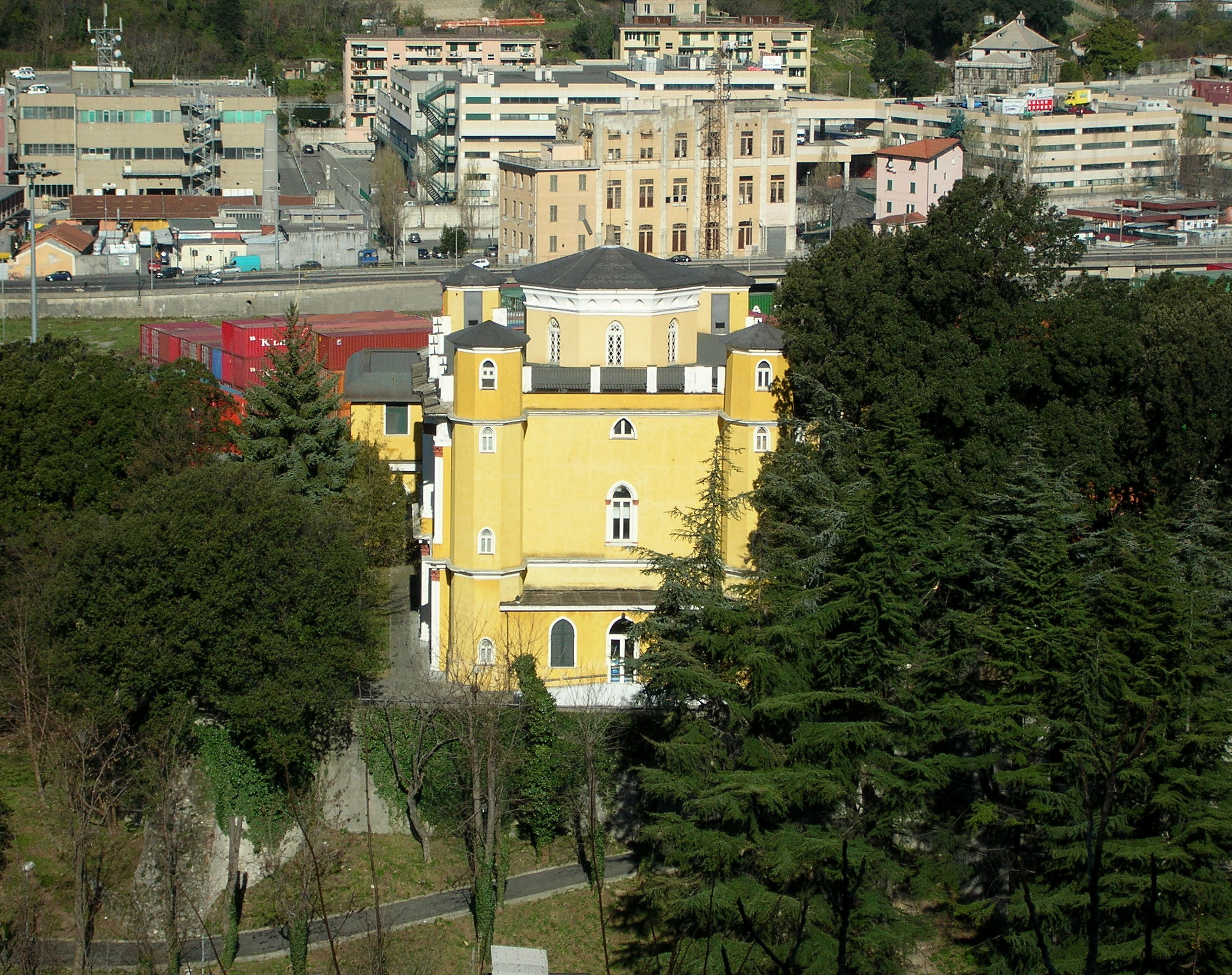
L'ex castello di Bolzaneto

In val Polcevera si hanno dalle fonti storiche la presenza di castelli nei borghi e paesi di Bolzaneto, Campomorone, Mignanego, Pontedecimo, Sant'Olcese e Serra Riccò.
Nell'odierna delegazione genovese di Bolzaneto il castello fu edificato intorno al XIV secolo dalla famiglia Adorno ed ha conservato, nonostante le diverse ricostruzioni, la struttura originaria a forma quadrata con torrione centrale e quattro torri angolari. Strategico per il controllo della valle e delle "spalle" di Genova, fu al centro di fatti d'armi nei secoli passati fino alla dismissione militare agli inizi del XX secolo; trasformato prima in residenza signorile della famiglia Pastorino e poi in ospedale, oggi la struttura ospita una residenza per anziani ed un hospice per malati terminali.
A Pontedecimo del castello medievale, forse edificato sui resti di una precedente fortificazione dell'Impero romano, non rimane alcuna traccia anche a seguito della distruzione avvenuta nel XIV secolo dagli scontri delle fazioni nobiliari locali guelfe e ghibelline; gli ultimi resti furono abbattuti nei primi anni del Novecento.
Nel territorio del comune di Serra Riccò furono edificati castelli a Pedemonte e Serra. Il primo era risalente all'epoca medievale, secondo le fonti storiche sul finire del X secolo, e fu edificato per volere di Migesio della famiglia Visconti e furono proprio i discendenti della famiglia meneghina ad erigere altri castelli a Pedemonte, Pernecco e Serra.

## Castelli della valle Stura

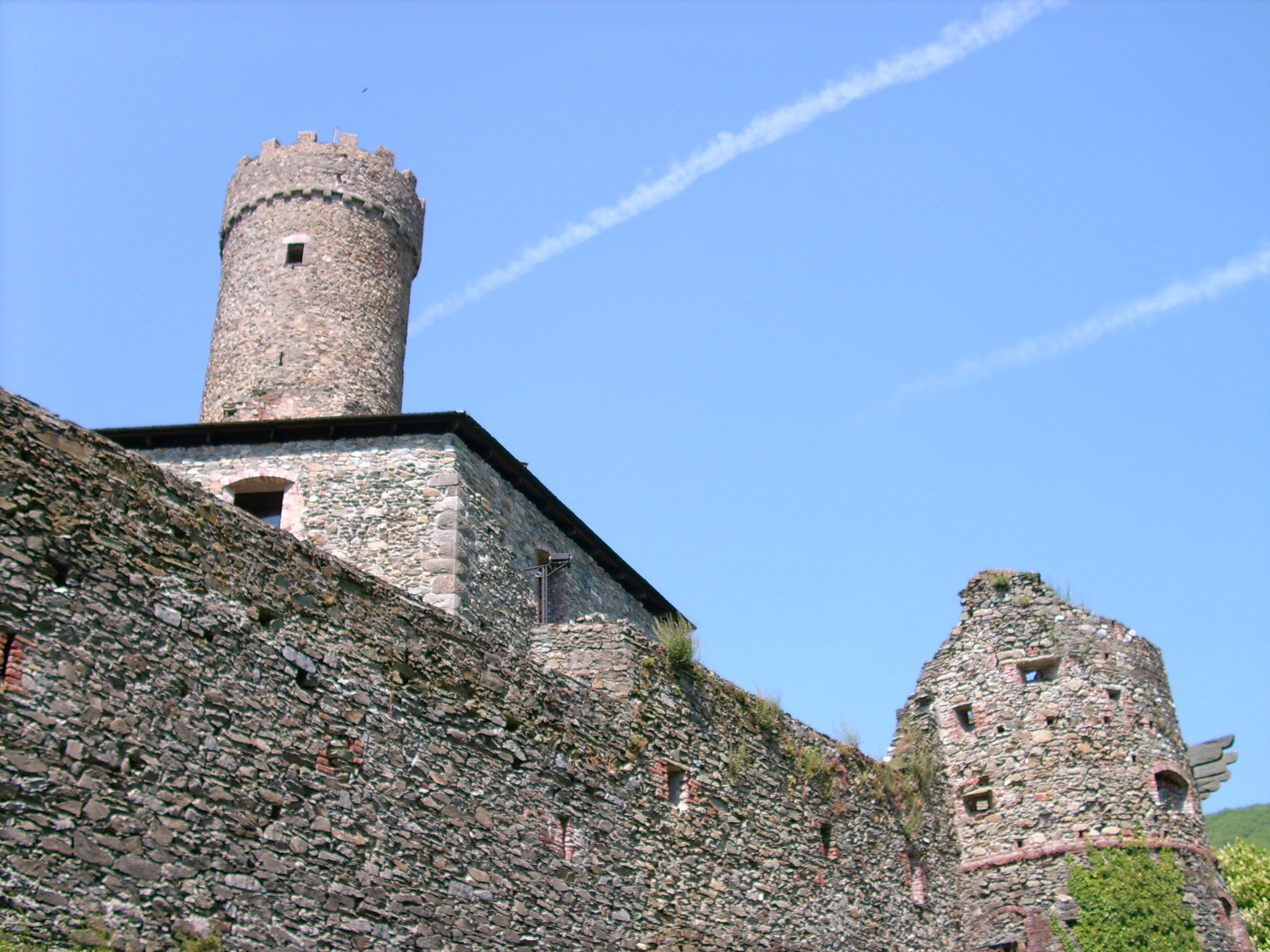
Il castello di Campo Ligure

Lungo la valle Stura, sulla strada per la provincia di Alessandria, fu edificato in epoca medievale il castello di Masone sottoposto al controllo della famiglia Spinola. Il maniero fu celebre per aver ospitato l'ammiraglio della Repubblica di Genova Andrea Doria che qui si rifugiò per sfuggire alla celebre congiura di Gianluigi Fieschi nel 1547. Durante gli scontri nella guerra di successione austriaca del 1746-1747 il castello subì gravosi danneggiamenti e la successiva demolizione; ad oggi rimane uno spazio erboso presso il borgo medievale antico di Masone.
Risalente al XIX secolo è l'edificazione del forte Geremia ad opera del Genio militare del Regno d'Italia. Costruito assieme ad altri forti ottocenteschi per il controllo del passo del Turchino, l'edificio, persa ogni attività militare dopo la seconda guerra mondiale, è stato convertito a sosta attrezzata per i viaggiatori e turisti del Parco naturale regionale del Beigua.
Databile tra il XII e il XIII secolo il castello di Campo Ligure fu un'importante baluardo della famiglia Spinola contro la sempre più presente dominazione genovese nella valle Stura. Già dimora residenziale della stessa famiglia, la sua struttura subì diverse modifiche fino alla stato attuale, e ancora riveduto negli anni novanta del XX secolo dopo l'acquisizione da parte del comune campese.

## Castelli della valle Scrivia

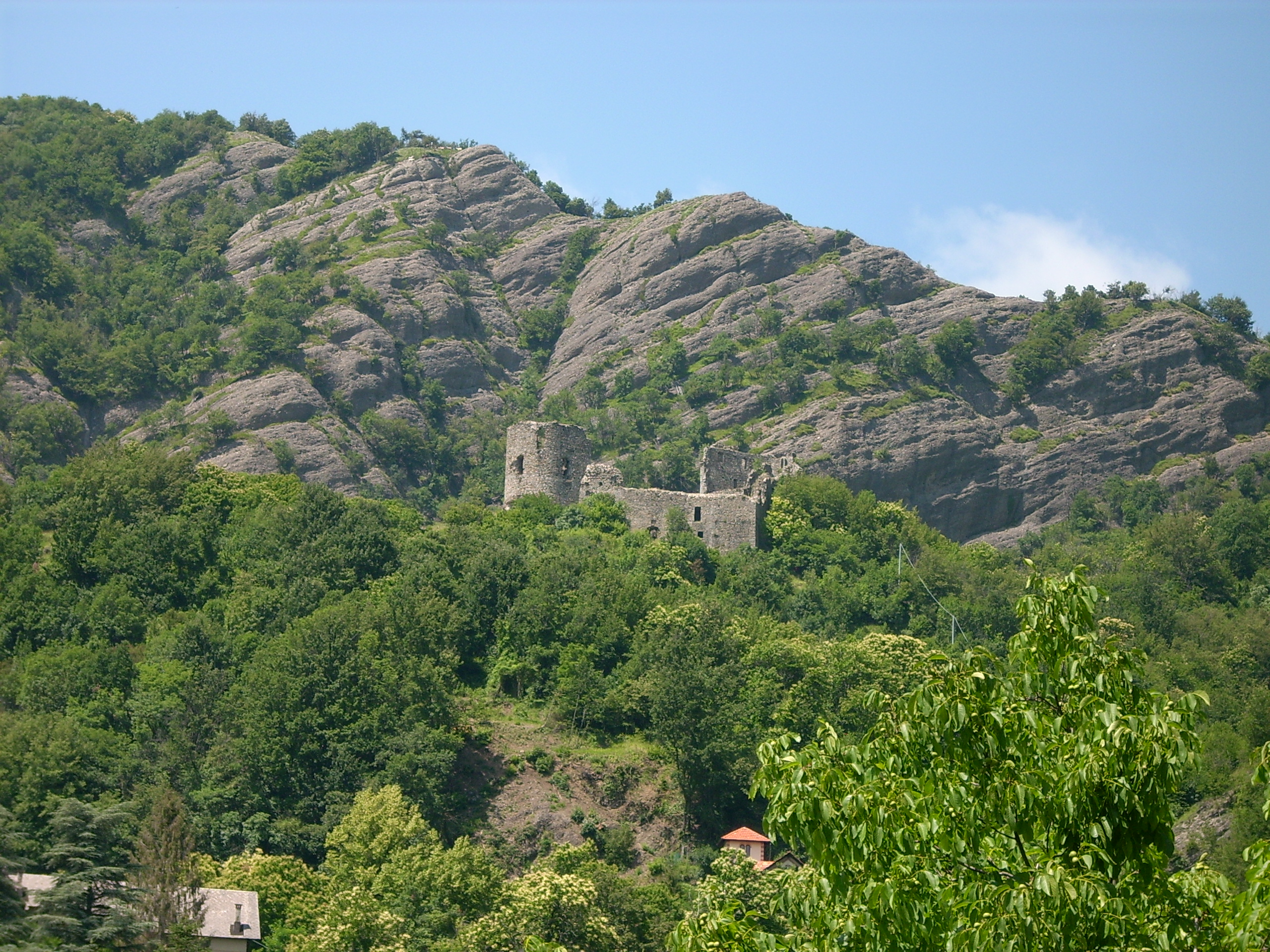
I ruderi del castello di Savignone

Addentrandosi verso nord dell'entroterra genovese, al confine con il Basso Piemonte, lungo la valle del torrente Scrivia, la presenza di castelli e postazioni difensive si rese nei secoli necessarie e strategiche per le importanti vie di comunicazioni dalla costa all'immediato entroterra.
La costruzione del castello di Busalla potrebbe essere risalente al X o XI secolo e fu alle dipendenze della famiglia Spinola del ramo di Luccoli così come il borgo medievale busallese. Contrasti tra la stessa famiglia e il senato della Repubblica di Genova porteranno nei secoli a veri e propri assalti verso il castello e al paese nel 1240, nel 1310 e ancora nel 1315; ogni volta la fortezza veniva completamente rasa al suolo dai genovesi e prontamente ricostruita dagli abitanti. Dopo l'occupazione di Busalla dal Ducato di Milano, con l'ennesima distruzione del castello, dal XV secolo nessuna mappa riportava la presenza di castelli nel territorio busallese; secondo gli storici sulle fondazioni dell'esistente castello fu eretto un palazzo marchionale, oggi non più esistente.
A Crocefieschi il castello locale fu edificato per volere dei vescovi di Tortona intorno all'anno 1000 sulla sommità del monte Castello. Possedimento della famiglia Malaspina, le proprietà della fortezza e del paese passarono ai marchesi di Gavi e, per volere di questi ultimi, a Genova e alla Repubblica. Secondo un trattato di pace del 1199 se ne ordinò la totale distruzione, per motivi sconosciuti, lasciando ad oggi soltanto qualche rudere nei pressi del monte.
Furono ancora gli Spinola ad edificare il castello di Isola del Cantone, per lo più una dimora residenziale, dopo l'acquisizione del feudo di Isola nel 1256. Di forma quadrata, con torri angolari ai lati delle mura ed un ampio cortile, la struttura subì nel corso dei secoli diverse modifiche che portarono ad una quasi completa rivisitazione della residenza nobiliare con l'unica eccezione della torre a picco sul torrente Scrivia. Dopo la vendita nel XIX secolo a famiglie locali il castello è stato trasformato in abitazioni private. Sempre a Isola del Cantone - nella località di Piano alla confluenza dei torrenti Scrivia e Vobbia - è ancora oggi visibile il castello Spinola-Mignacco, edificato da Guglielmo II Spinola nella seconda metà del XVI secolo. L'edificio, sostanzialmente immutato dalla sua origine, è oggi di proprietà dei discendenti della famiglia Mignacco. A Montessoro è ubicato il trecentesco castello degli Spinola.

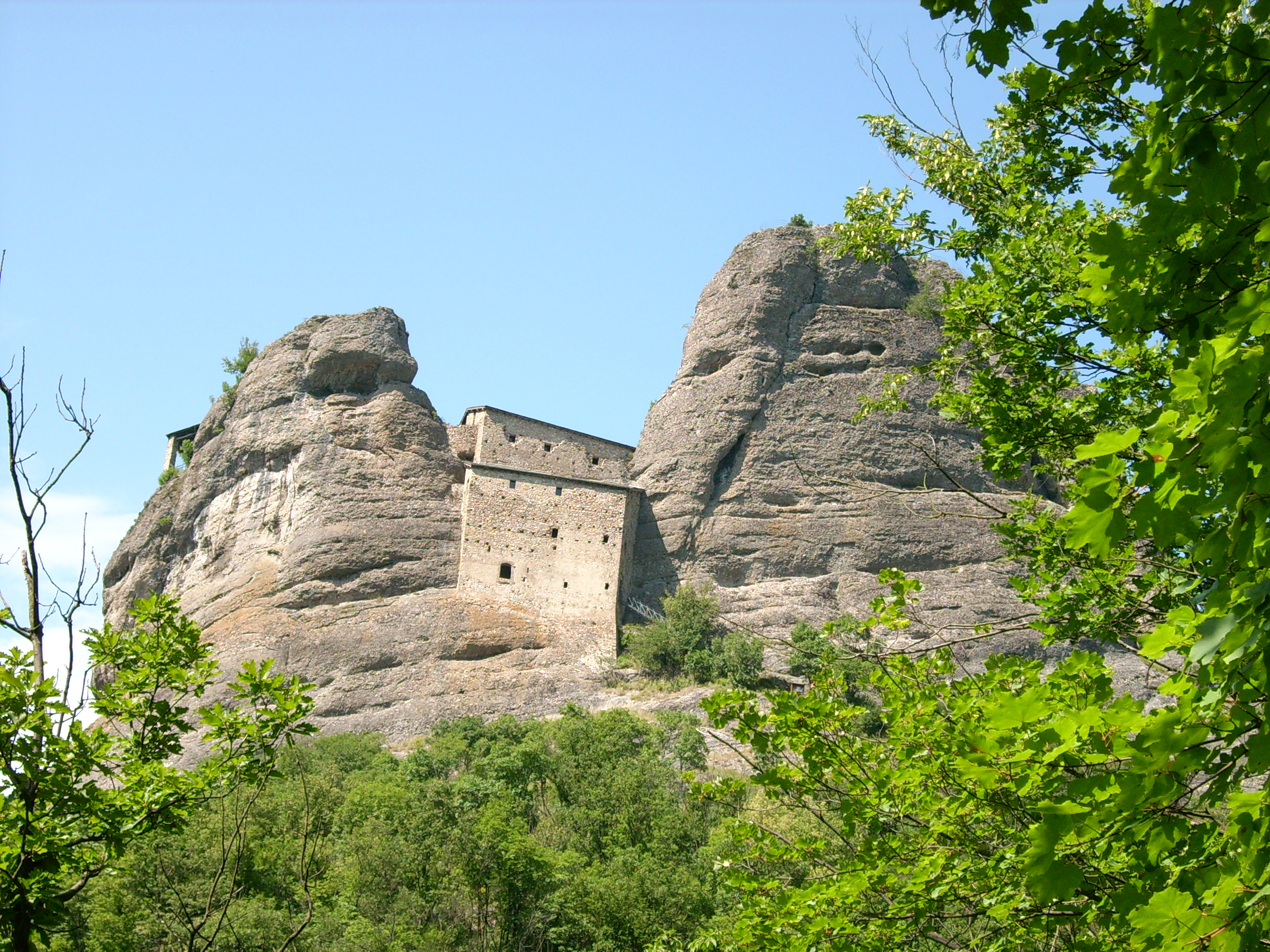
Il castello della Pietra a Vobbia

Posto a guardia dell'alta valle Scrivia, il castello di Montoggio fu un'importante roccaforte del XV e XVI secolo della famiglia Fieschi che lo fece erigere nei secoli precedenti. La sua storia è legata alla celebre Congiura di Gianluigi Fieschi del 1547 e fu proprio in quell'evento che la fortezza venne rasa al suolo lasciando ad oggi qualche rudere tra la vegetazione.
Il castello di Ronco Scrivia fu edificato, forse dalla famiglia Malaspina, tra l'XI e XII secolo. Espugnato dai genovesi nel 1173, divenne in seguito proprietà degli Spinola che lo conservarono fino all'abolizione dei Feudi imperiali nel 1797 con l'avvento di Napoleone Bonaparte. Rimangono visibili solo alcuni elementi delle mura, così il vicino castello di Borgo Fornari nell'omonima frazione.
Il castello di Savignone, attualmente in rovina, fu un tempo fortezza e residenza padronale nonché oggetto di battaglie ed assedi. Si trova incastrato su un roccione di puddinga - conglomerato di Savignone - che sovrasta da un'altezza di 150 metri il comune omonimo. Verso Valbrevenna, nella località di Senarega, è presente il castello medievale dei Fieschi sovrastante il borgo.
Tra i più conosciuti della valle e polo d'attrazione culturale e paesaggistico del Parco naturale regionale dell'Antola vi è il castello della Pietra, nel comune di Vobbia, soprattutto per il contesto geografico nel quale è ubicato. Il castello è situato in una pittoresca posizione elevata tra due speroni di conglomerato, che ne costituiscono di fatto i naturali bastioni, dominando la strada che costeggia il torrente Vobbia risalendone il corso da Isola del Cantone. Il castello è raggiungibile soltanto a piedi, tramite un sentiero nel bosco e una scalinata, dopo venti minuti di cammino.

## Castelli del Golfo Paradiso

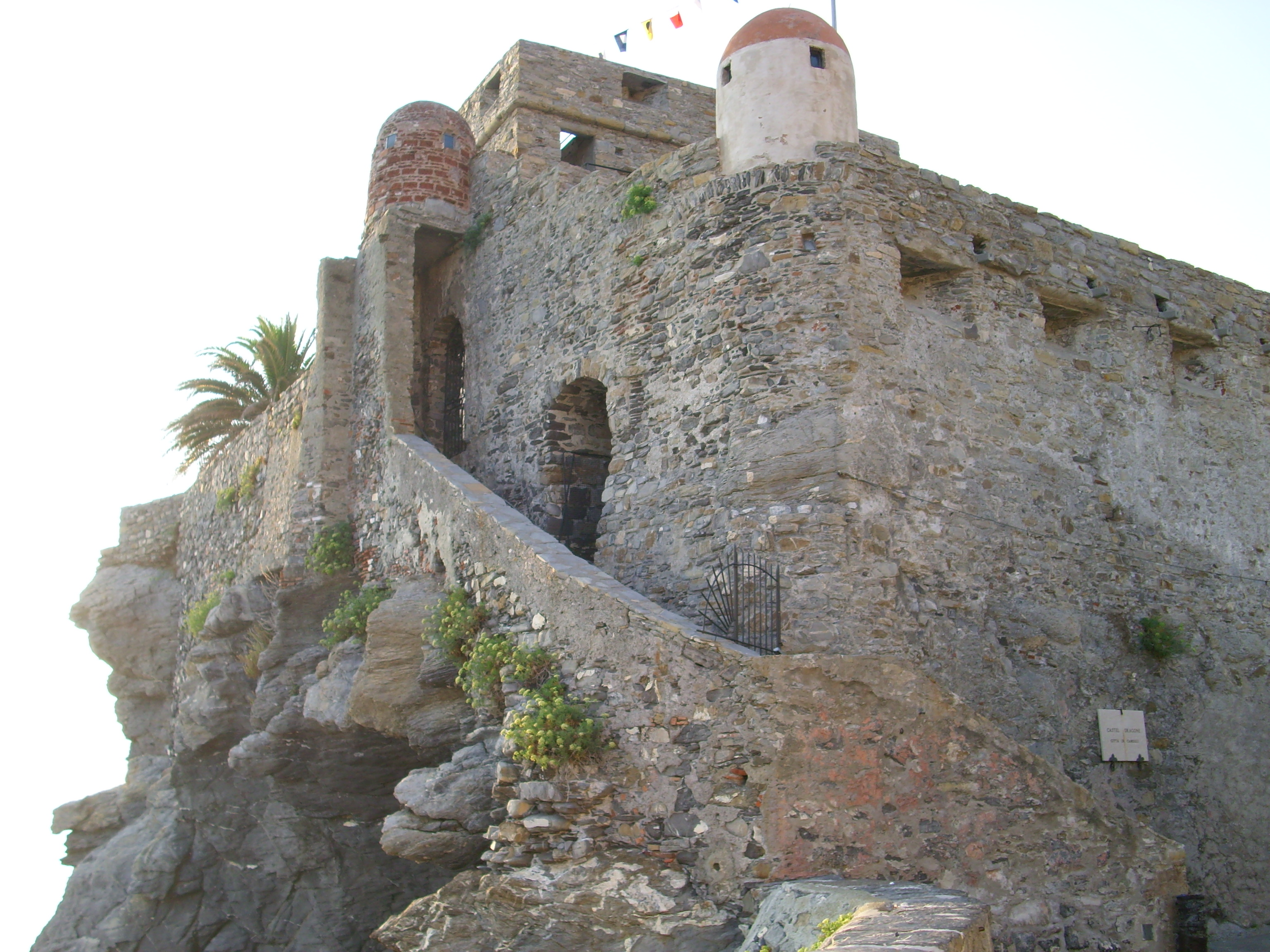
Il castello della Dragonara di Camogli

Diverse furono le motivazioni che portarono all'edificazione di castelli e torri lungo la fascia costiera del levante genovese. Nel Golfo Paradiso furono costruiti postazioni di difesa e di controllo negli odierni abitati di Bogliasco, Pieve Ligure e Camogli ad est del capoluogo genovese.
Saranno infatti le sempre più frequenti incursioni e scorribande dei pirati a spingere la popolazione locale a richiedere alla Repubblica di Genova nuove misure di controllo e sicurezza del tratto costiero. A Pieve Ligure (anticamente Pieve di Sori) si edificò una primitiva torre d'avvistamento lungo lo Scalo Torre, edificio che venne nel 1909 demolito per il sorgere dell'attuale castello Cirla, una residenza privata ricalcante lo stile medievale.
Di epoca medievale ed edificato anch'esso per la difesa della costa, il castello della Dragonara del borgo marinaro di Camogli fu anche sede di ritrovo degli abitanti per elezioni di cariche amministrative e giudiziarie. A seguito dei due assalti di Gian Galeazzo Visconti e Nicolò Fieschi nel XIV secolo, il castello fu ampliato e dotato di nuove misure di difesa. Nei secoli successivi la piccola fortezza rischiò varie volte la demolizione completa anche a causa dei contrasti tra il borgo marinaro e le varie dominazioni straniere che governarono la repubblica genovese; curiosamente fu la stessa Repubblica a richiedere, in diverse epoche, la demolizione o l'edificazione del castello. Negli anni settanta del Novecento il castello fu trasformato in un piccolo acquario, oggi dismesso, con fauna tipica del Golfo Paradiso e dell'Area naturale marina protetta Portofino. Oggi il maniero è sede di mostre ed eventi del comune camogliese.

## Castelli del Tigullio

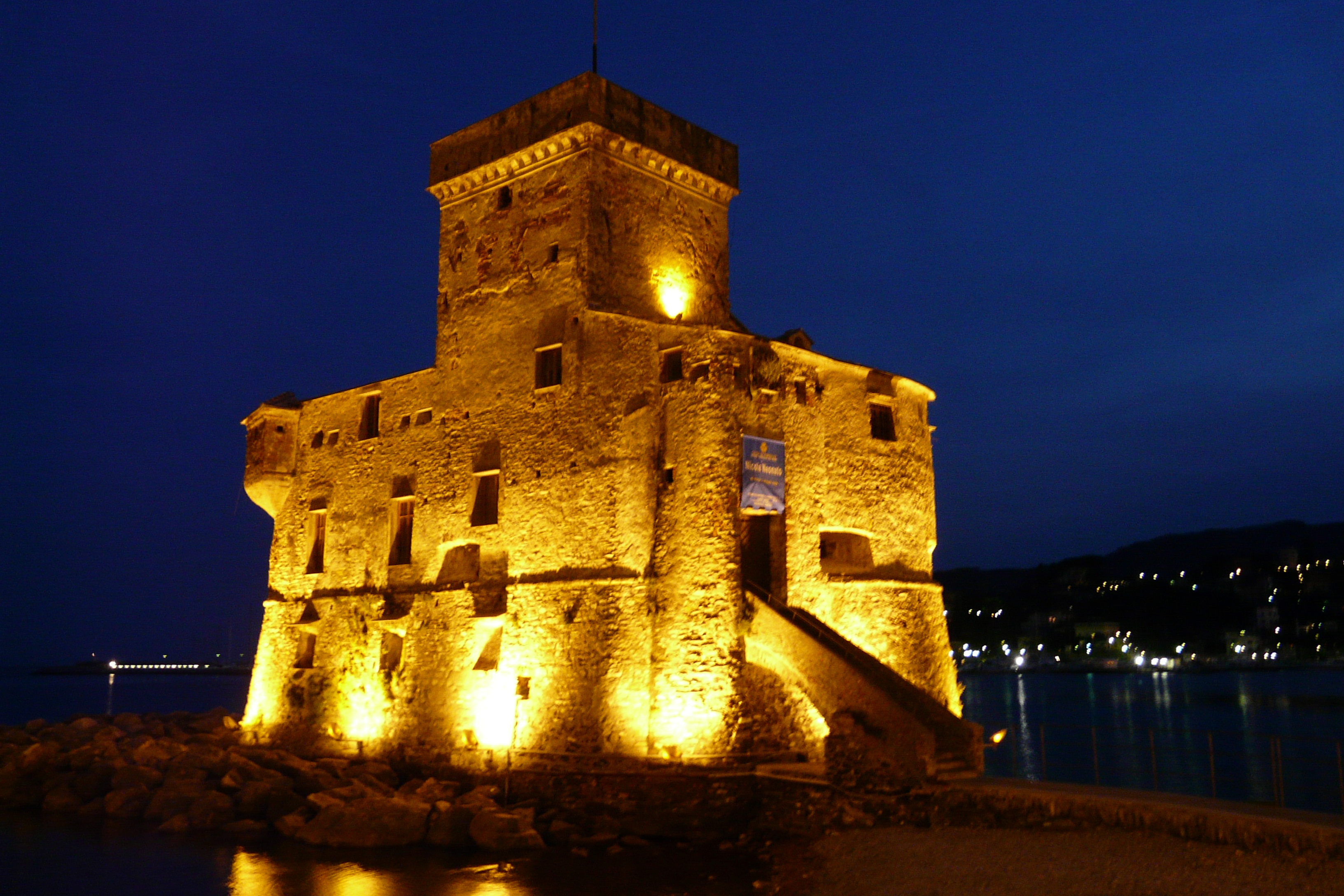
Il castello di Rapallo in notturna

Nell'area del Tigullio diverse furono le posizioni politiche a favore o contro la dominazione di Genova, che portarono, di fatto, a distinte e autonome prese di posizione dei vari borghi.
Caso emblematico furono, ad esempio, gli eventi che coinvolsero il castello di San Giorgio - oggi castello Brown - del borgo marinaro di Portofino. Dominato nei secoli da diverse famiglie genovesi, dagli Adorno ai Fieschi, dai Campofregoso ai Doria, la dominazione del castello pareva assumere una diversa storia dal borgo. Ampliato e armeggiato dalla Repubblica di Genova nel XVI secolo, la fortezza riuscì a resistere al lungo assedio di Andrea Doria proprio per la buona artiglieria fornita da Genova stessa anni prima, facendo così del castello portofinese una vera e propria spina nel fianco per l'ammiraglio che non riuscì a conquistarla. Disarmato nel 1867 fu acquistato pochi anni dopo dal console britannico sir Montague Yeats Brown che adibì il castello a dimora residenziale, funzione che ricopre tuttora.
Risalente al 1550 è il castello di Santa Margherita Ligure, affacciato sulla marina, edificato dalla repubblica genovese per contrastare le incursioni piratesche. Dismesso nel XVIII secolo, col cessare delle scorribande, è oggi sede di mostre ed eventi culturali della cittadina sammargheritese.
Edificato nel 1551, su progetto dello stesso architetto che costruì il castello sammargheritese, il castello di Rapallo si trova nella zona ad est del lungomare lungo lo specchio acqueo. Simbolo odierno della città ruentina, la sua costruzione fu richiesta dagli abitanti del borgo dopo l'incursione del 4 luglio 1549 dell'ammiraglio turco Dragut che devastò Rapallo. Il luogo della sua edificazione portò però l'anno successivo (1550) a diverse polemiche e trattative tra gli abitanti del borgo e delle "ville" proprio per l'ubicazione del maniero fino alla definitiva scelta "in riva al mare". Di fatto mai coinvolto in fatti d'armi, grazie al cessare delle incursioni, fu sede del capitaneato rapallese dal 1608 e della Guardia di Finanza nel 1865. Acquisito dal Comune di Rapallo nel 1958 è oggi sede di mostre e manifestazione culturali cittadine. Nell'immediato entroterra, tra il territorio rapallese e la media val Fontanabuona, sono inoltre presenti alcuni resti di fortificazioni forse di epoca romana o medievale.

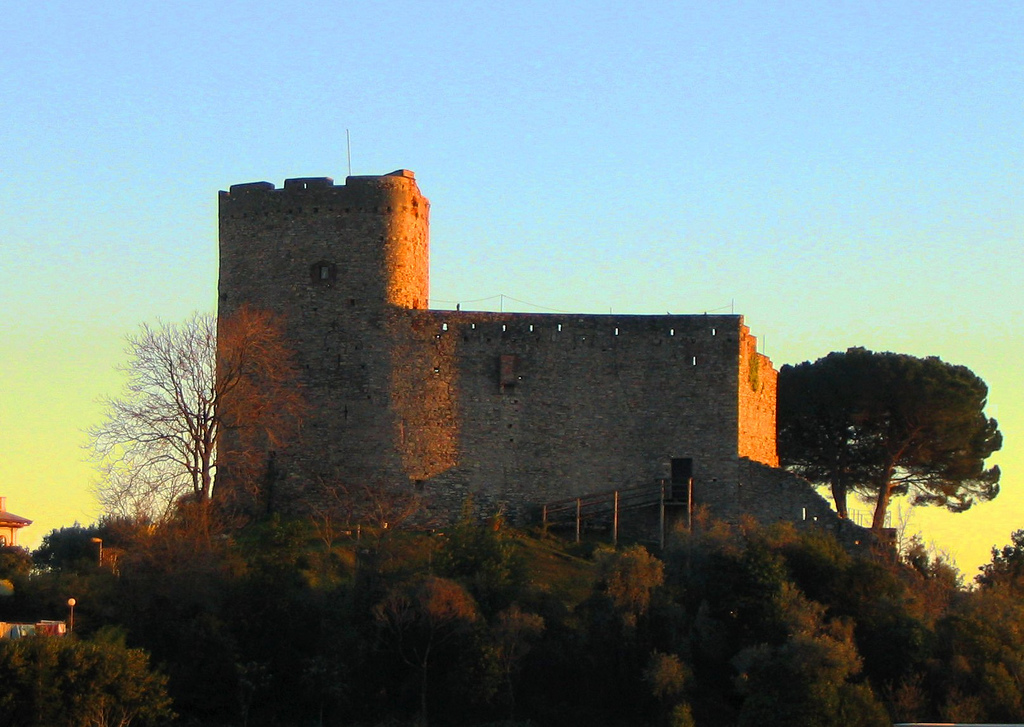
Il castello di Chiavari

Spostandosi verso il Tigullio orientale è il castello di Chiavari ad essere considerato uno dei più antichi del comprensorio; la sua edificazione è infatti risalente tra il 1146 e il 1147 sulla collina dominante la cittadella medievale chiavarese. Racchiuso anticamente da mura, alcune delle quali ancora visibili, subì diversi assedi nel 1172, da parte di Opizzino Spinola, e nel 1278 con l'alleanza tra le famiglie Malaspina e Fieschi; saranno invece lotte interne tra le fazioni guelfe e ghibelline a causare nel XIV secolo devastamenti e demolizioni. Il castello conobbe il suo massimo splendore nel XV secolo quando la Repubblica di Genova potenziò la cittadella con nuove mura, sette porte d'accesso e ben quattordici torri d'avvistamento. Curiosamente fu la stessa repubblica, durante la dedizione verso Carlo IV di Francia, nella persona del maresciallo Jean Le Meingre, a portare nel secolo successivo ad una lenta dismissione del castello con il conseguente abbandono e demolizione, in alcune parti, a partire dal 1575. Di proprietà privata dal 1993 sono in buono stato di conservazione il bastione e la sottostante piazza d'armi, nonché alcune parti delle vecchie mura.
Nei pressi del promontorio di Sestri Levante, dove oggi sorge il parco del Grand Hotel dei Castelli, sorgeva il castello eretto dalla Repubblica di Genova nel XII secolo. L'antica fortezza genovese fu in parte ricostruita nel 1440 e trasformata interamente in cimitero nel corso del 1810 fino alla sua completa demolizione nei primi anni del XX secolo. Sarà tra il 1925 e il 1928 che verranno eretti i cosiddetti "Castelli Gualino" imitando l'antico stile medievale e ad oggi convertiti ad uso alberghiero.
Nel borgo marinaro di Moneglia due furono le postazioni difensive edificate da Genova nel XII secolo: la Fortezza di Villafranca e quella di Monleone. La prima, dove oggi sorge una villa, subì nel Cinquecento i forti contrasti la famiglia Malaspina e la Repubblica, che portarono a demolizioni e ricostruzioni, mentre la seconda fu teatro di un forte assedio nel 1174 ad opera delle tre famiglie alleate Malaspina, Da Passano e Fieschi. La fortezza di Monleone fu attaccata da 3.000 fanti e 150 cavalieri, ma riuscì a resistere permettendo così l'arrivo dei soldati genovesi a difesa del forte.

## Castelli della val d'Aveto

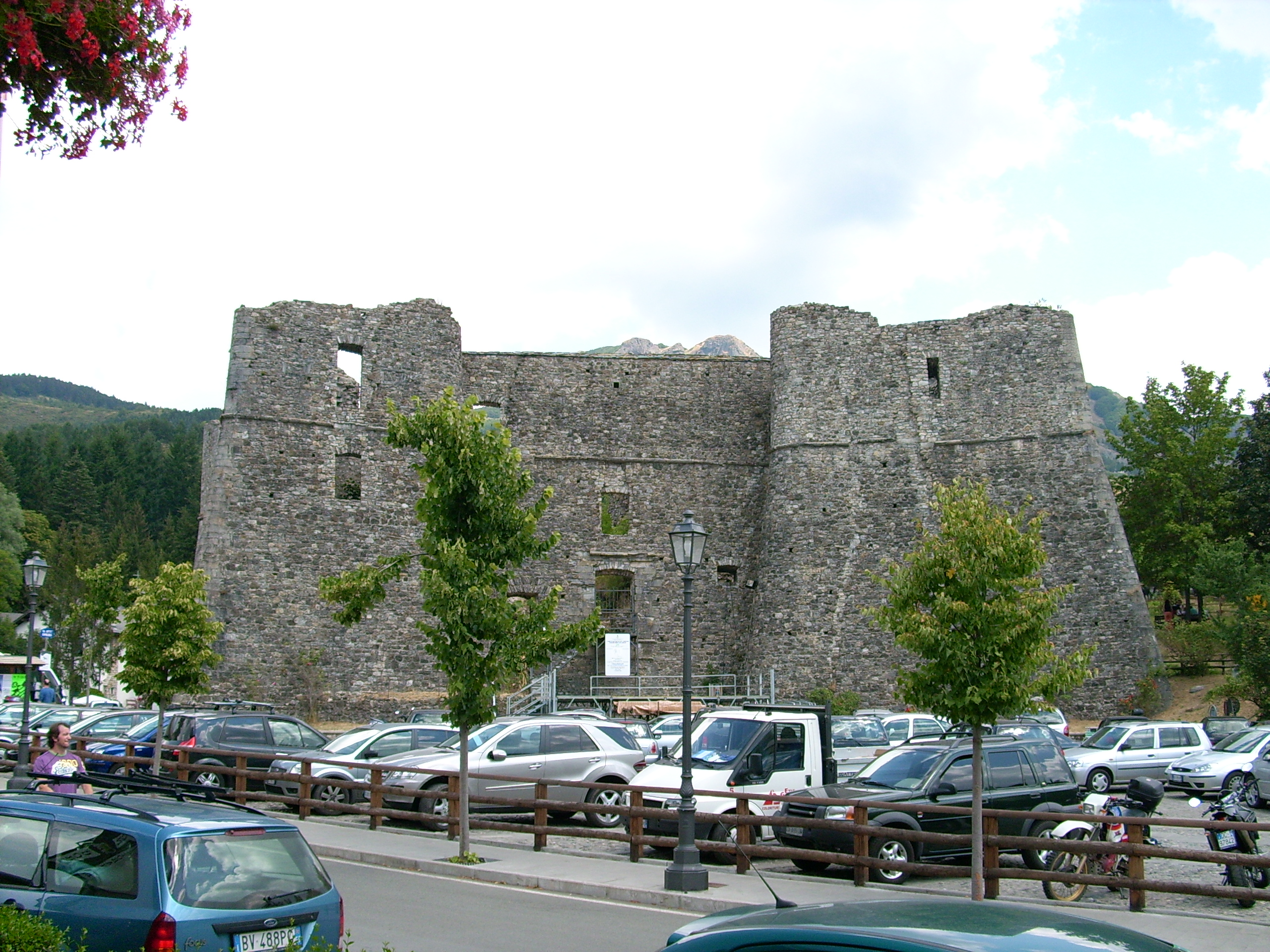
Il castello di Santo Stefano d'Aveto

Verso la parte più orientale della città metropolitana di Genova, al confine con l'Emilia, furono le famiglie del levante genovese, i Malaspina e i Fieschi, ad assoggettare la proprietà del castello di Santo Stefano d'Aveto. Risalente al XII secolo, se non antecedente, la fortezza avetana passò ai Doria, nelle mani dell'ammiraglio Andrea Doria, nel 1547 dopo la celebre congiura di Gianluigi Fieschi. A tale periodo risalgono le più importanti e significative modifiche strutturali, soprattutto per porre maggiore controllo all'importante via di comunicazione tra la costa e la Pianura Padana. Possedimento quindi dei Doria e dei suoi rami imparentati, la proprietà cessò nel 1797 con la soppressione dei feudi imperiali per volere di Napoleone Bonaparte. Oggi il castello, di forma pentagonale, è sede di eventi e manifestazioni promossi dal comune avetano, quest'ultimo proprietario della fortezza.